# إي تاي من
إي تاي مِن ((هانغل: 이태민; هانجا: 李泰民)، ويكتب خطأ: لي تاي مين) يعرف بأسمه الفني تاي مِن ((هانغل: 태민))، (من مواليد 18 يوليو 1993)
في العاصمة سول٬ كوريا الجنوبية. هو مغني كوري جنوبي بدأ مسيرته الفنية عام 2008. وهو أيضاً راقص٬ ممثل وعارض ترويجي. عضو في الفرقة الموسيقية الكورية شايني الذي ظهر فيها لأول مره تحت شركة إس إم إنترتينمنت يوم 25 شهر مايو عام 2008 كراقص رئيسي٬ وماكني ومغني. وهو أصغر أعضاء الفرقة.

## سيرة
درس اللغة الصينية في بكين عام 2007. وفي مارس 2011 تايمن انتقل إلى مدرسة الثانوية العامة "chung dam" للفنون المتعددة من مدرسته السابقة. لإستيعاب ازدحام جدول أعمال فرقته شايني للتقدم الياباني. تخرج من الثانوية في فبراير 2012 لكنه لم يستطع من حضور الحفل بسبب أنشطة شايني.

## تمثيل الصوت
في ديسمبر 2011٬ أخذ تاي مِن جزء كممثل صوت لفيلم كرتوني كوري يسمى "The Outback" كالشخصية الرئيسية٬ Johnny٬ الكوالا الأبيض يتحول إلى بطل٬ مع إحدى فناني شركته وهي ساني من جيرلز جينيريشن.

## مهنة
تم اكتشاف تاي مِن في 2005 عن طريق اختبار عطلة نهاية الاسبوع لشركة إس إم إنترتينمنت. وفي 2008 اختير ليكون عضو في فرقة شايني. فرقة صبيان مكونة من 5 أعضاء. الفرقة ظهرت لأول مره في 25 مايو٬ 2008 في Inkigayo على قناة SBS الكورية. في 2009٬ عزف أغنية "Goodbye My Love" على البيانو مع غناء 8Eight. في 2010٬ غنى الراب في "Introduce Me a Good Person“ مع كي من شايني. وغنى “Into The New World” مع يونا من جيرلز جينيريشن لأول جولة آسيوية لجيرلز جينيريشن في شنغهاي. ولحفل "Korean Music Wave In Bangkok 2012" كان لديه أداء خاص مع IU. حيث غنوا سويًا Gee٬ Juliette و Hello. ولكي يدعم زميل شركته إس إم إنترتينمنت رقص مع بوا كون لمسرح عودتها على "Only One"٬ وعدة مرات أكثر بعد ذلك. في 19 سبتمبر٬ سجل تاي مِن أغنية منفرده تُسمى "U" للدراما "To The Beautiful You". في 16 أكتوبر٬ 2012 لقد أعلن أنَ تاي مِن إلى جانب إن هيوك وهينري من سوبر جونيور٬ و هيويون من غيرلز جينيريشن وكاي ولوهان من إكسو شاركوا ليشكلوا فريق رقص مكون من 6 أعضاء تحت أغنية "Maxstep". إنه البوم مشترك بين إس إم إنترتينمنت وشركة هيونداي موتور للسيارات. الفيديو الإعلاني للإغنية ظهر في عرض "PYL Younique" تاريخ 17 أكتوبر٬ 2012. في 2013 انضم تاي مِن إلى أغنية هنري من سوبر جونيور إم المنفردة "Trap".أصدرت وكالة إس إم بتاريخ 15 أغسطس 2014 فيديو كليب Danger للمغني تاي مِن وكان أول عضو في فرقة شايني يترسم كمغني منفرد، أصدر تاي مِن ألبومه المنفرد ACE رسمياً بتاريخ  18 أغسطس 2014. وفي 17 فبراير 2016 عاد تايمن بألبوم منفرد "بريس أت" وفيديو كليب بعنوان Press Your Number و drip drop نسخة الرقص. وفي 18 يوليو 2017 أصدر تاي مِن الفيديو كليب الكامل الخاص بأغنيته اليابانية Flame of Love وهي الأغنية الرئيسية من  ألبومه المنفرد الياباني الثاني والذي يحمل نفس الأسم. الألبوم يضم 4 أغاني مع فيديو كليب.

## عروض التلفاز
في يناير 2012٬ انضم تاي مِن إلى برنامج "Immortal Song 2"٬ ادى تاي مِن "Mapo Terminal" من Silver Bell Sister ليتنافس مع الممثل الموسيقي Im Taekyung٬ جميعهما حصلوا على 376 صوت.
في أبريل 2013٬ انضم تاي مِن كثنائي جديد مع نايون من أي بينك في برنامج “We Got Married” على قناة MBC. ليحتلوا مكان الثنائي السابق كوانغ هي من زي:يا وسينهوا من سيكرت.

## الأفلام والدراما التلفزيونية

### الأفلام
| السنة | العنوان          | الدور           | ملاحظات                  |
| ----- | ---------------- | --------------- | ------------------------ |
| 2012  | The Outback      | جوني (مؤدي صوت) | النسخة الكورية من الفيلم |
| 2012  | أنا.             | نفسه            | فيلم وثائقي لإس إم تاون  |
| 2013  | The Miracle      | كيم تاي         | فيلم قصير                |
| 2015  | SMTOWN The Stage | نفسه            | فيلم وثائقي لإس إم تاون  |

### المسلسلات
| السنة | العنوان                         | الدور                      | الحلقة          | القناة |
| ----- | ------------------------------- | -------------------------- | --------------- | ------ |
| 2009  | Tae Hee٬ Hye Kyo٬ Ji Hyun       | جونسو                      |                 | MBC    |
| 2010  | Goddess of War                  | تايمن (ظهور بسيط)          | الحلقة. 7       | SBS    |
| 2011  | Moon Night '90                  | Kim Sung Jae               |                 | إمنت   |
| 2011  | High Kick! 3                    | تايمن (ظهور بسيط)          | الحلقة. 65      | MBC    |
| 2012  | Salamander Guru and The Shadows | Master of Disguise (cameo) | الحلقة. 4٬10    | SBS    |
| 2013  | Dating Agency: Cyrano           | Ares Ray/Yang HoYeol       | الحلقة. 3٬ 4٬ 5 | tvN    |

## وصلات خارجية
- الموقع الإلكتروني الرسمي لتاي مِن
 (بالكورية)
- إي تاي من على موقع IMDb (الإنجليزية)
- إي تاي من على موقع ميوزك برينز (الإنجليزية)
- إي تاي من على موقع أول ميوزيك (الإنجليزية)
- إي تاي من على موقع ديسكوغز (الإنجليزية)
- إي تاي من على موقع قاعدة بيانات الفيلم (الإنجليزية)
- إي تاي من على موقع كينوبويسك (الروسية)